# Máy đào

Ảnh động miêu tả nguyên tắc của một máy đào thủy lực.

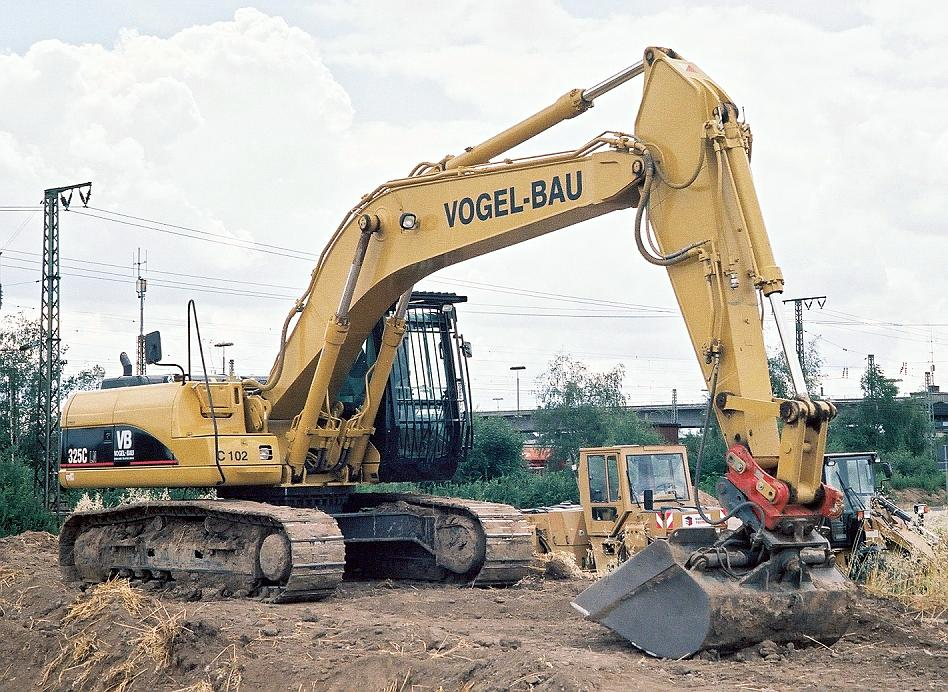
Kiểu máy đào CAT 325C.

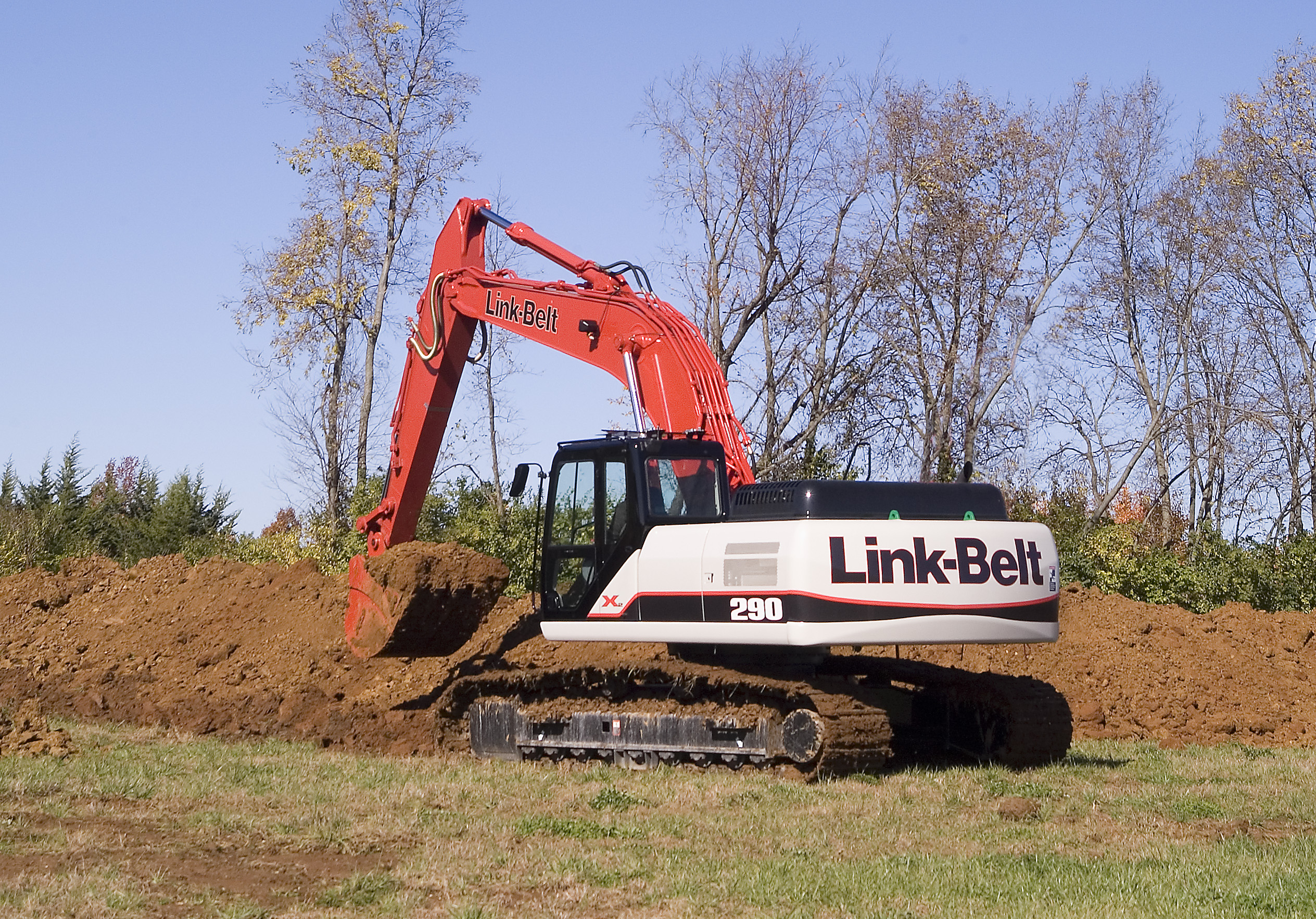
Máy đào gầu nghịch thủy lực bánh xích đang làm việc.

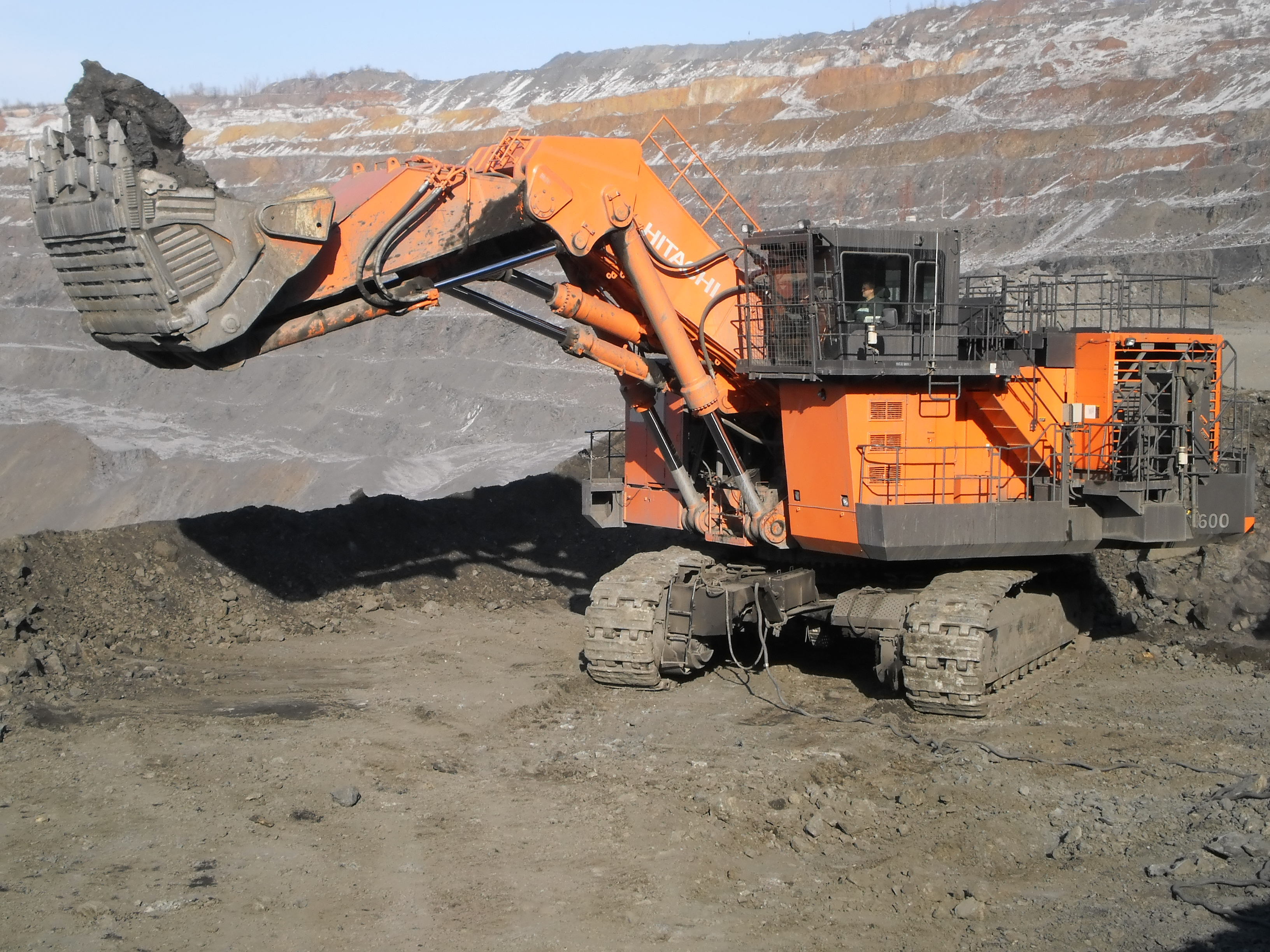
Máy đào gầu thuận thủy lực bánh xích đang làm việc.

Máy xúc, còn gọi là máy đào, là một loại máy móc cơ giới sử dụng đa năng, chủ yếu dùng trong xây dựng, khai khoáng. Máy xúc là một loại máy đào một gầu, có thể coi là "xẻng máy", dùng một cơ cấu tay cần gắn liền với gầu đào, thực hiện thao tác đào, xúc, múc, đổ đất đá rời hay liền thổ và các loại khoáng sản, vật liệu xây dựng rời (có thể vận chuyển trong cự ly ngắn hoặc rất ngắn). Trong xây dựng, máy xúc là một loại máy xây dựng chính trong công tác đất, ngoài ra nó còn tham gia vào các công tác giải phóng mặt bằng, phá dỡ công trình, bốc xếp vận chuyển vật liệu.
Máy xúc là loại thiết bị nặng gồm có một tay cần, gầu đào và ca-bin gắn trên một mâm quay.
"Máy xúc là một máy đào cơ giới (power-driven). Các loại chính của máy xúc được sử dụng trong hoạt động vận chuyển đất bao gồm máy xúc thủy lực và các thành viên của gia đình xẻng máy vận hành bằng cáp (như: máy xúc gầu thuận, máy đào gầu dây (gầu quăng), máy cuốc, và máy đào gầu ngoạm). Máy ủi, máy xúc lật, và máy cạp cũng có thể phục vụ như là máy đào."

## Phân loại

### Theo nguyên lý làm việc
Có thể phân chia máy đào thành 2 nhóm chính: 
- Nhóm máy đào một gầu, là nhóm máy đào làm việc theo chu kỳ, lặp đi lặp lại, bao gồm các cơ cấu vận hành tay gầu sau:

- Máy xúc thủy lực, vận hành gầu đào bằng hệ cơ cấu xi lanh thủy lực.
- Máy xúc truyền động cáp, vận hành gầu đào bằng hệ cơ cấu tời cáp.

- Nhóm máy đào làm việc liên tục, đây là loại máy đào nhiều gầu.

### Theo cơ cấu di chuyển
- Máy xúc bánh lốp
- Máy xúc bánh xích

### Theo dạng gầu

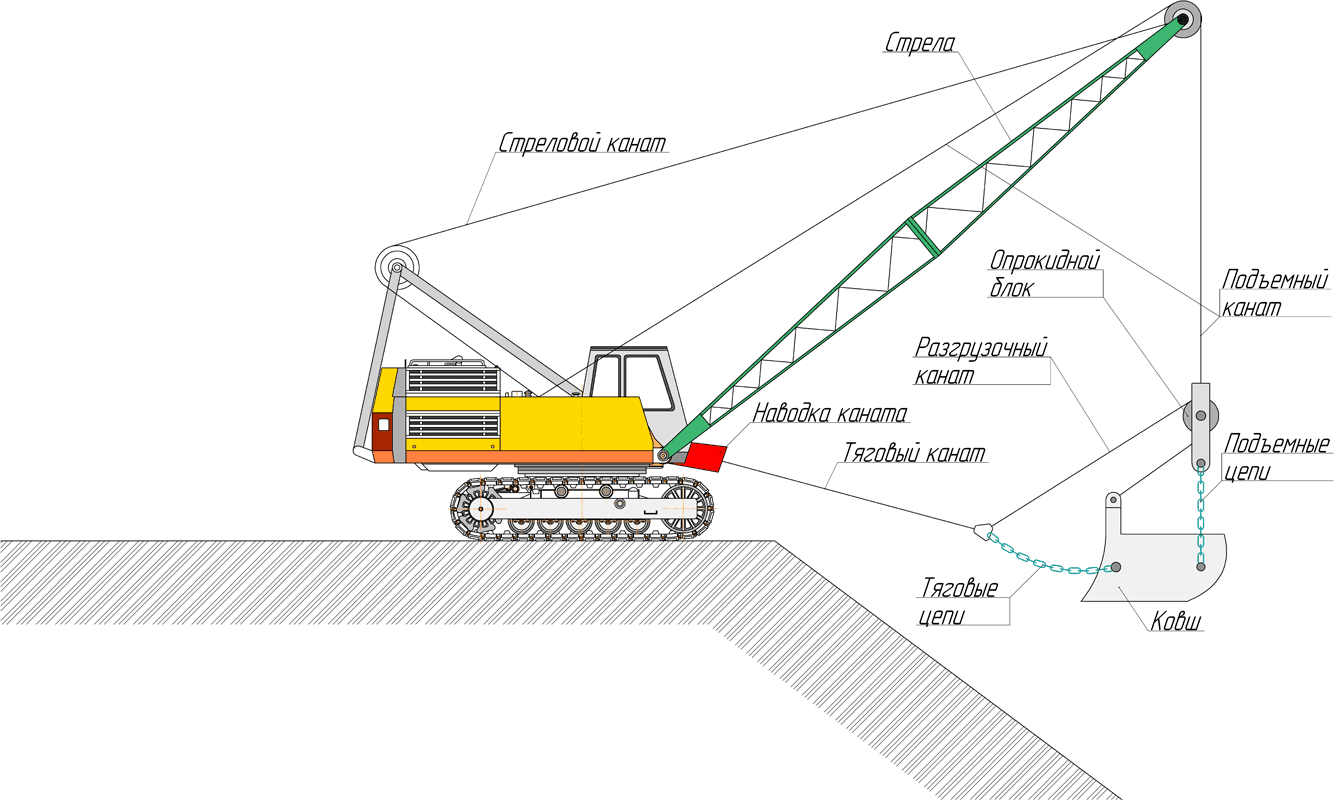
Máy đào gầu dây (gầu quăng).

- Máy xúc gầu sấp, còn gọi là máy đào gầu sấp hay máy đào gầu nghịch (máy cuốc (nghịch) backhoe hay hoe), thích hợp cho việc đào xới đất đá và vật liệu nằm thấp hơn (sâu hơn hoặc đôi khi ngang bằng) với vị trí máy đứng.
- Máy xúc gầu ngửa, còn gọi là máy đào gầu ngửa hay máy đào gầu thuận (xẻng máy shovel hay pront shovel), thích hợp cho việc đào xới đất đá và vật liệu nằm cao hơn vị trí máy đứng.
- Máy xúc lật, thích hợp cho việc đào, bốc, dỡ, vận chuyển vật liệu xây dựng rời và đất xây dựng mềm (cấp I, II), nằm ở độ cao ngang (đôi khi cao hơn) với vị trí máy đứng.

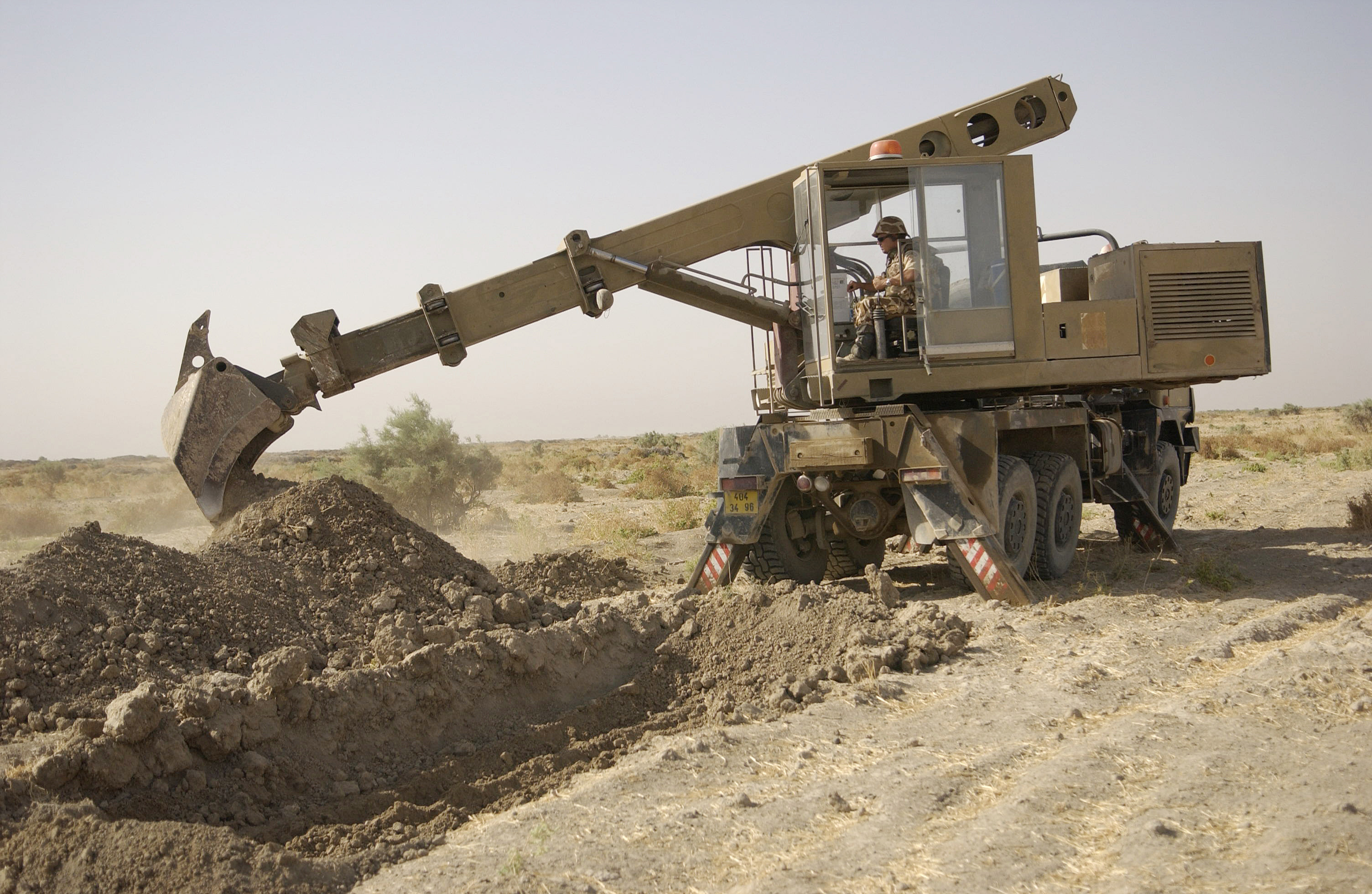
Máy đào gầu bào
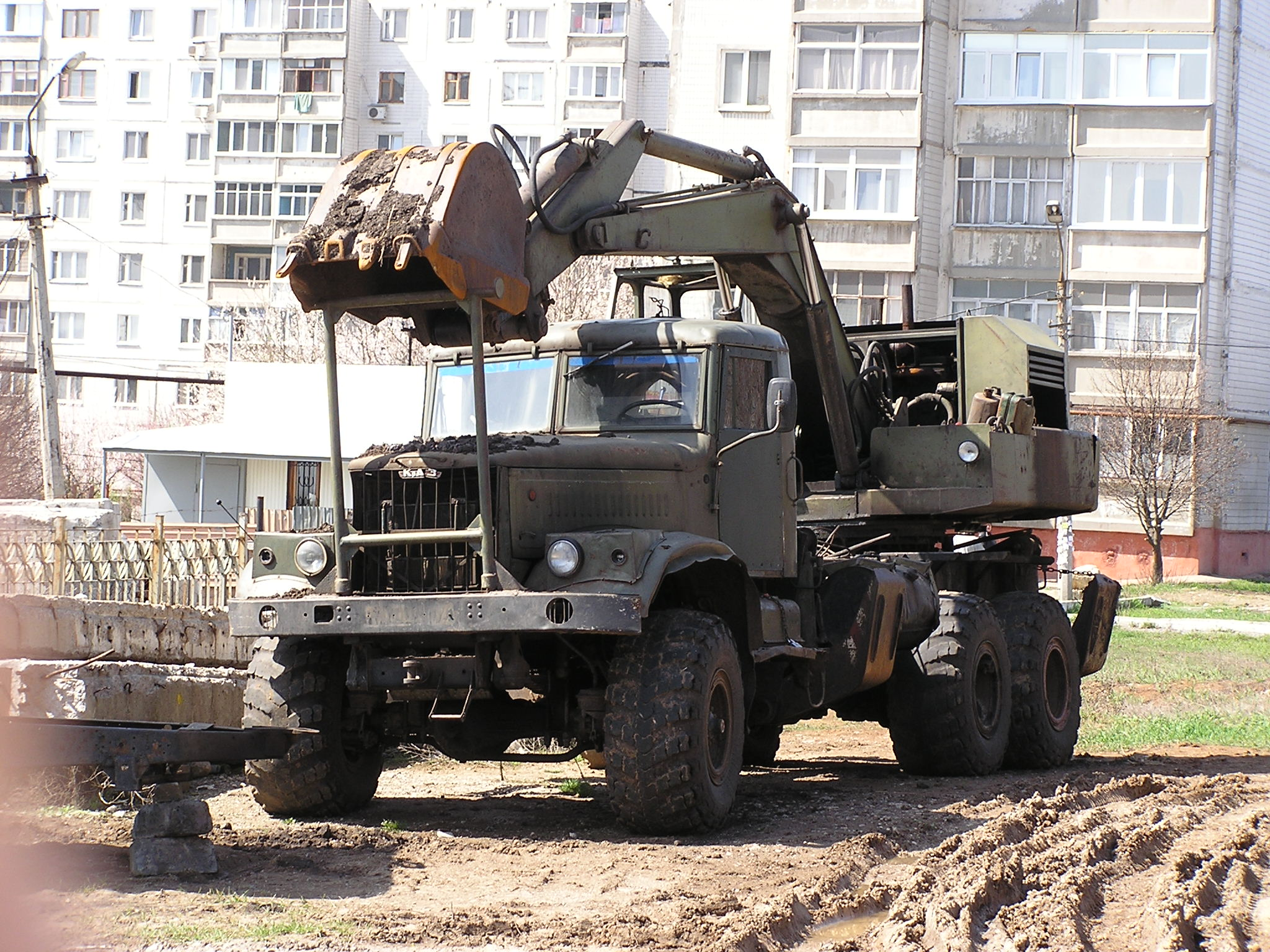
Máy xúc nghịch (máy đào gầu nghịch) đầu kéo bánh lốp.
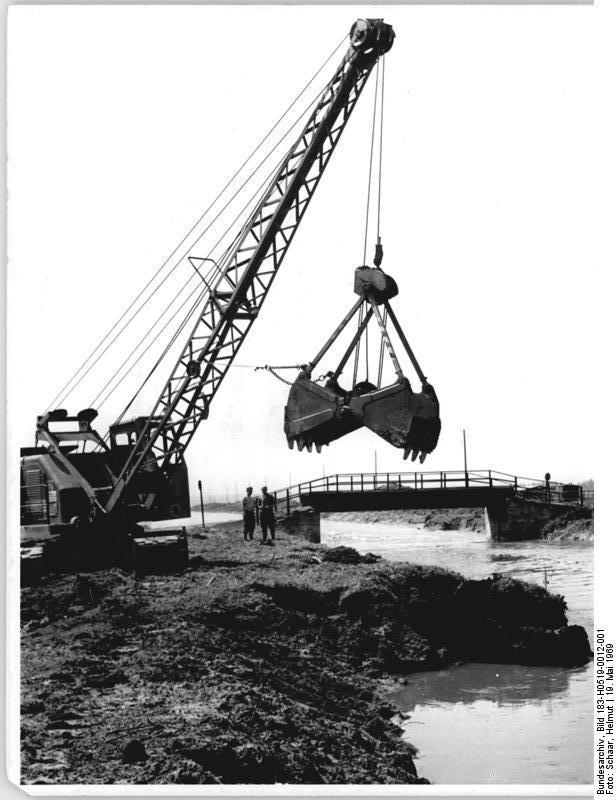
Máy đào gầu ngoạm

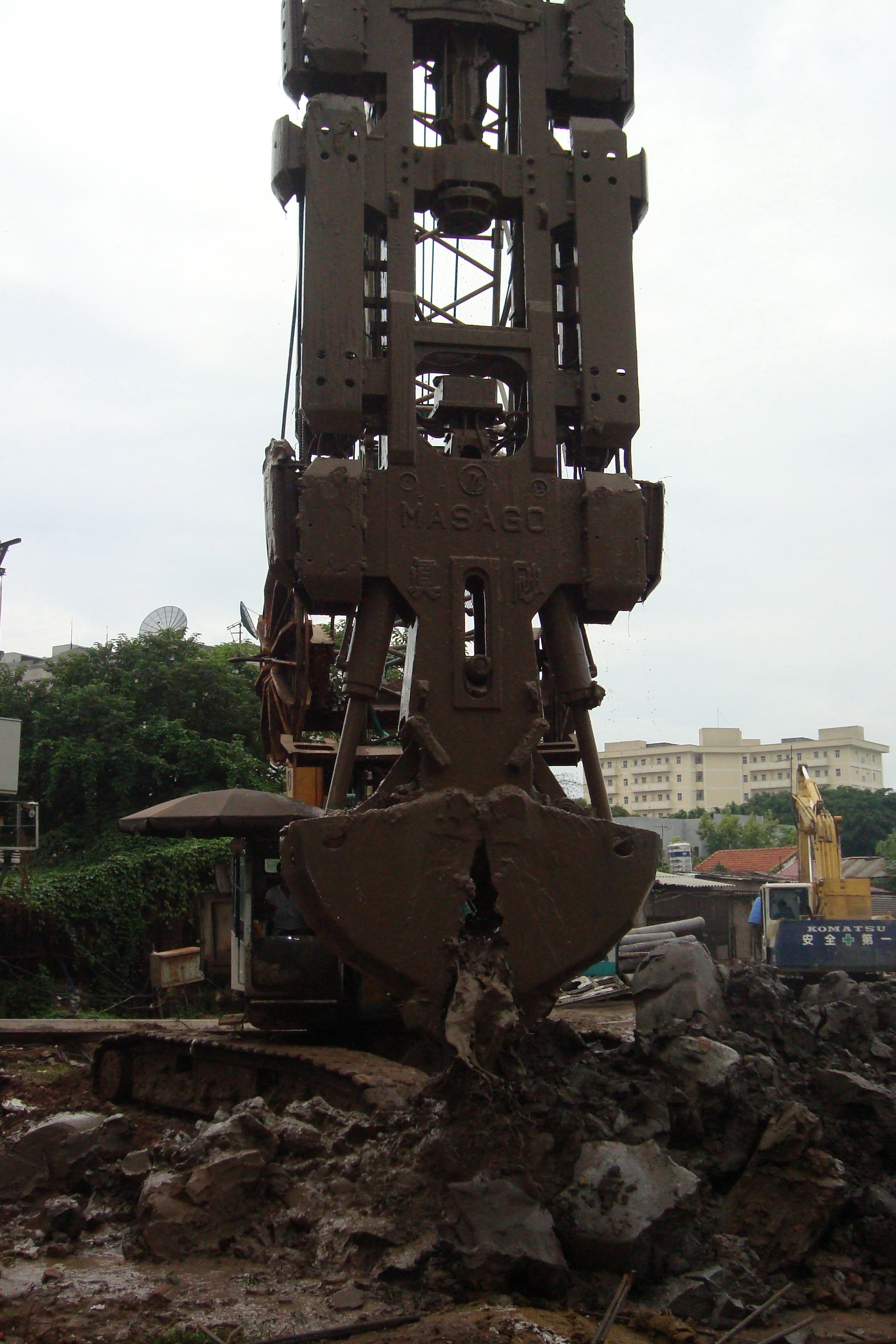
Máy đào gầu ngoạm thủy lực chuyên dùng đào cọc barete và tường vây, đang đào tường vây.

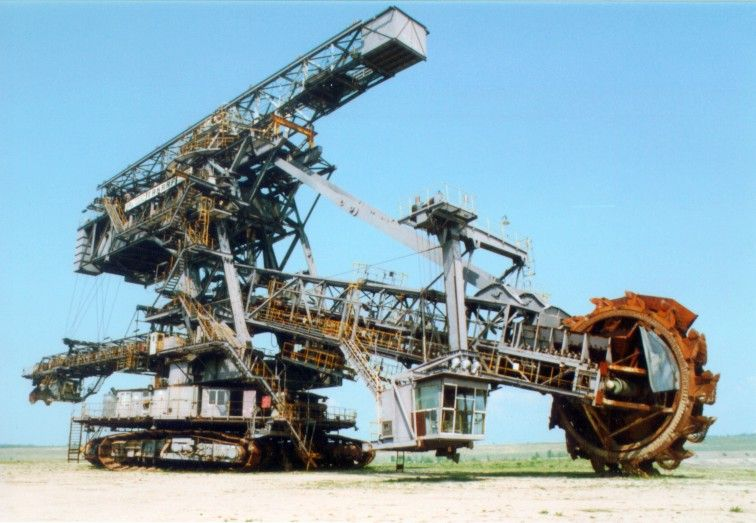
Máy đào gầu dây (còn gọi là máy đào gầu quăng)
- Máy đào nhiều gầu

## Máy xúc gầu nghịch

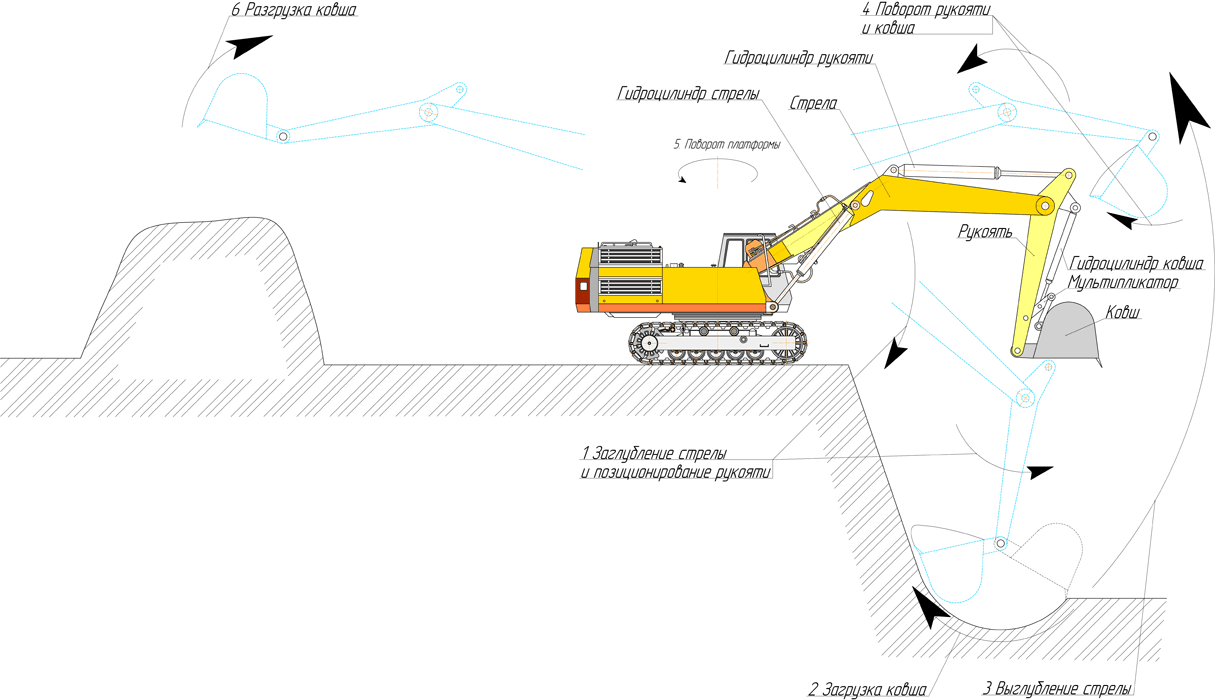
Máy đào gầu nghịch.

### Công dụng
Máy xúc (đào) gầu nghịch được dùng phổ biến trong xây dựng. Máy xúc gầu nghịch thường dùng để đào các hố móng sâu hơn vị trí nền đất tự nhiên, máy làm việc hiệu quả khi đứng một chỗ đào đất đổ đống trên bờ hay đổ lên phương tiện vận chuyển phổ thông là ô tô tải. Do khi bắt đầu đào máy xúc nghịch phải tiếp đất ở vị trí xa trọng tâm máy nhất, khác với máy xúc gầu thuận bắt đầu đào ở vị trí gần máy nhất, cho nên máy đào gầu nghịch thường có dung tích gầu không lớn, nhỏ hơn nhiều so với máy đào gầu thuận cùng công suất. Tuy nhiên, máy đào gầu nghịch không chỉ dùng để đào hố sâu hơn mặt bằng máy đứng mà chúng còn có thể đào đất ở độ cao lớn hơn cao trình máy đứng, tương tự như chức năng của máy đào gầu thuận (thường gặp khi đào đất tầng hầm trong Công nghệ thi công Top-down nhà nhiều tầng). Loại máy xúc nghịch phổ biến dùng trong xây dựng có dung tích gầu trong khoảng 0,15-0,5 m³. Các loại máy xúc gầu nghịch điều khiển bằng thủy lực được sử dụng rộng rãi hơn loại điều khiển bằng cáp và có thể có dung tích gầu đào tới 3,3 m³. Tuy khối tích gầu đào phân bố trong rải giá trị nhỏ, hơn nhiều máy xúc gầu thuận, nhưng máy xúc gầu nghịch lại có thể làm việc đa năng hơn máy đào gầu thuận. Do khi công tác đứng cao hơn vị trí công tác (trên bờ) nên không phải làm đường công vụ cho máy xuống vị trí công tác như máy đào gầu thuận. Đồng thời do có cấu tạo gầu đào thuận lợi cho việc tạo điểm tựa cho máy, (cần và gầu khoan như một chân càng vững chắc thứ 5, ngoài hệ 4 bánh lốp hay bánh xích), giúp cho máy có thể làm việc trên mọi địa hình. Khi gặp sự cố như mất thăng bằng, lật máy xuống hố đào hay sa lầy, thì có thể dùng cần gầu đào làm chân trụ chống đỡ để tự thân máy giải cứu cho máy. Máy xúc gầu nghịch loại bánh xích còn có thể hoạt động trên mọi địa hình cả ở trên nền đất yếu.

### Thông số cơ bản
- Dung tích gầu Vgầu; (m³)

chuỗi công tác và các thông số đào và đổ đất của máy xúc gầu nghịch (các vị trí làm việc khác nhau của một gầu đào duy nhất).

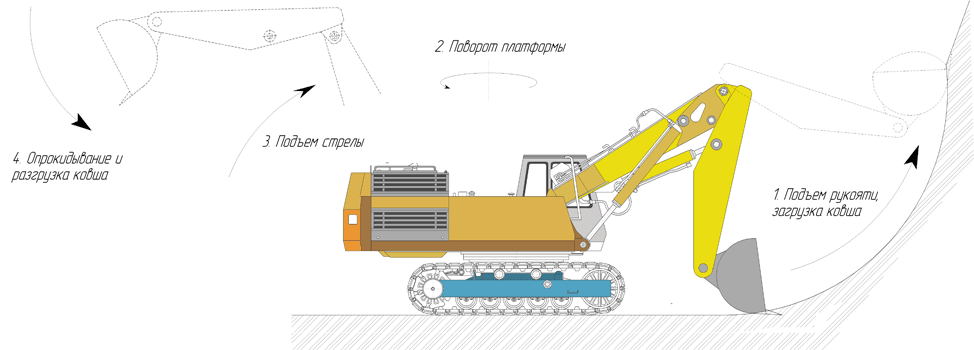
Sơ đồ vận hành của máy đào (máy xúc) gầu thuận cơ cấu thủy lực. (загрузка ковша - nạp đất vào gầu), (Поворот платфoрмы - quay bệ mâm quay máy (quay máy)), (разгрузка ковша - đổ đất khỏi gầu), (Побьем рукоятц загрузка ковша - nâng tay gầu đào đất), (Побьем стрелы - nâng tay cần chính), (Опрокибывание и разгрузка ковша - lật gầu và đổ đất).

- Bán kính đào: Bán kính đào tối đa Rmax, (Bán kính đào tối thiểu Rmin = R(Hđứng), Bán kính đào sâu nhất R(Hmax)); (m)
- Chiều sâu đào: Độ sâu đào tối đa Hmax, Chiều sâu vách đất đào đứng tối đa Hđứng (cho vị trí đào trong trường hợp có tường cừ giữ thành hố đào); (m)
- Độ cao đổ: Độ cao đổ đất tối đa của gầu Đmax (trong mọi trường hợp cả khi đổ đất lên bờ hay khi đổ đất lên ô tô), (Độ cao đổ đất tối thiểu lên phương tiện vận chuyển đất (ô tô tải) Đmin); (m)
- Tốc độ quay bàn máy; (vòng/phút)

Các thông số trên là đặc trưng cho khả năng làm việc cho phép của máy đào gầu nghịch. Khi làm việc, hình dạng hố đào cùng các thông số công trình đất yêu cầu tương ứng, còn phụ thuộc vào biện pháp thi công: nếu là đào mở tự nhiên (vát ta-luy) thì thành hố đào phía máy đứng phải để vát với góc độ dốc cho phép (α) tương ứng với từng loại đất và cấp đất (trong hình vẽ α = A).

### Đào đất bằng máy đào gầu nghịch

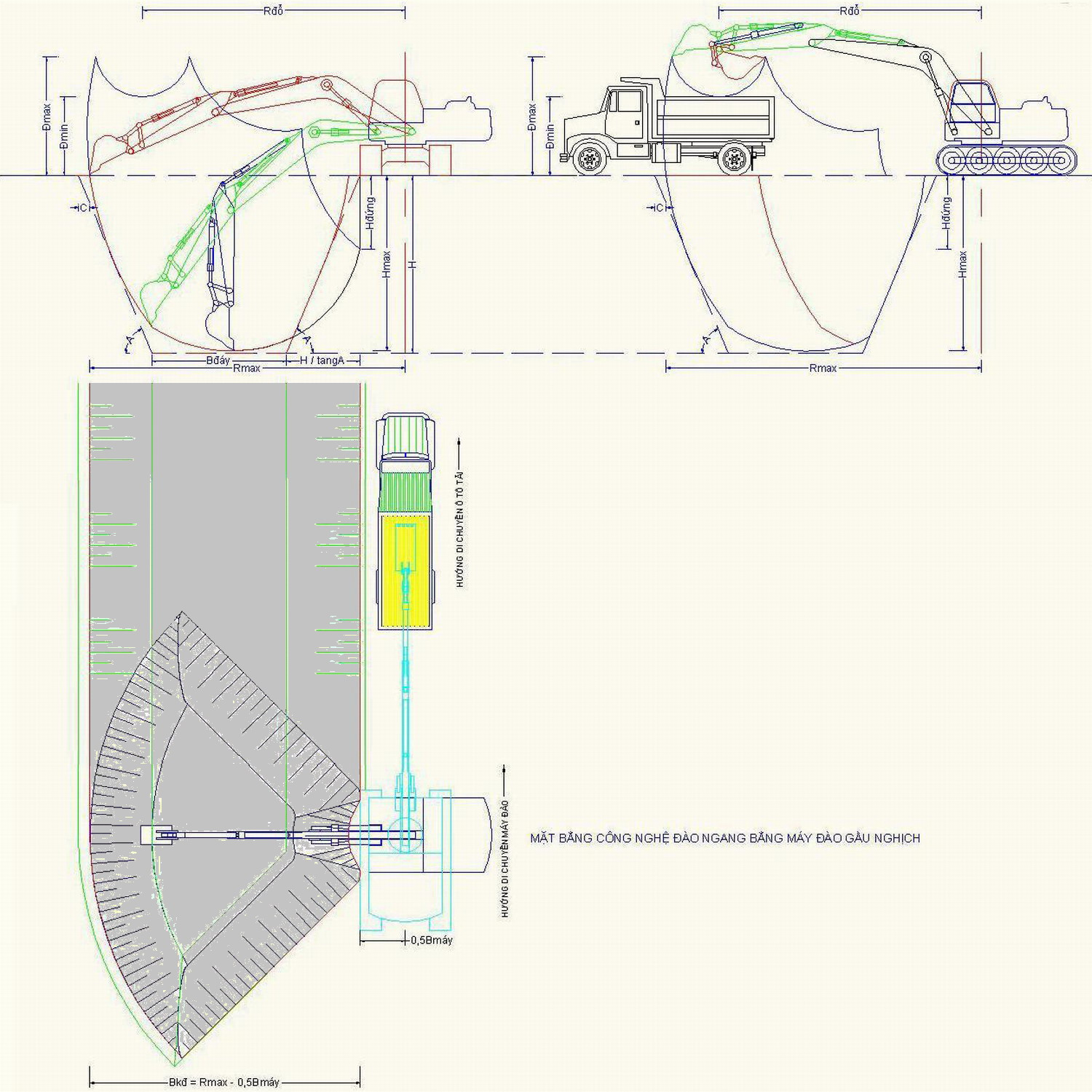
kỹ thuật đào đất và đổ đất lên ô tô tải của máy xúc gầu nghịch, làm việc theo sơ đồ đào ngang.

chuỗi công tác và các thông số đào và đổ đất của máy xúc gầu nghịch (mặt cắt hố đào khi máy làm việc theo sơ đồ đào dọc).

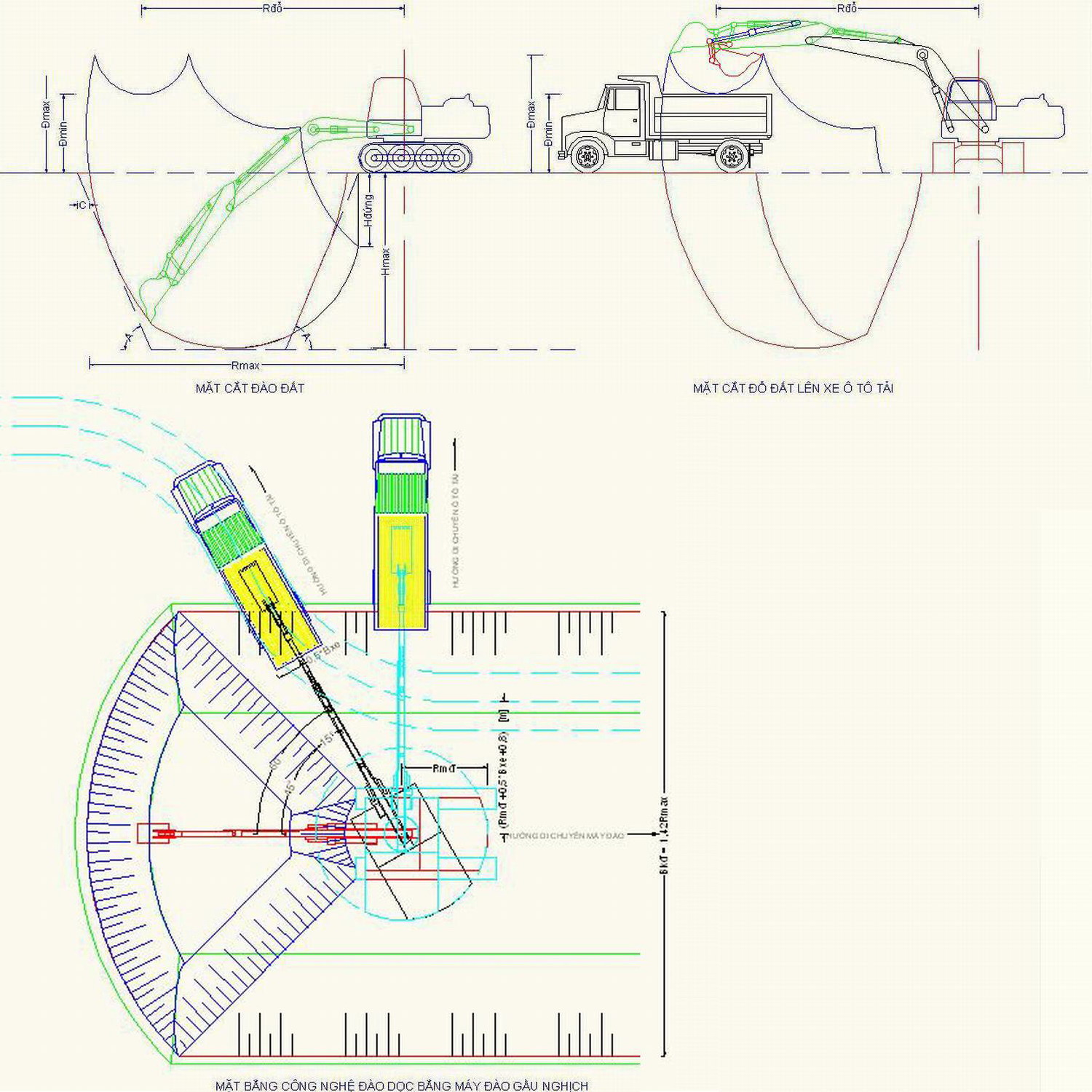
kỹ thuật đào đất và đổ đất lên ô tô tải của máy xúc gầu nghịch, làm việc theo sơ đồ đào dọc.

Máy xúc gầu nghịch có thể làm việc với 2 sơ đồ đào, gần giống như máy xúc gầu thuận, là:
- Đào ngang, giống với đào ngang của máy đào gầu thuận, áp dụng khi bề rộng khoang đào (hố đào chạy dài) không lớn vượt quá bán kính đào lớn nhất (tức là bán kính cho phép) của máy xúc nghịch. Trong sơ đồ này, máy đứng trên một phía bờ hố đào và chạy dọc bên cạnh hố đào (hướng di chuyển song song với hố đào). Bộ phận công tác (tay cần và gầu đào) cùng với phần cabin phía trên mâm quay, xoay ra theo hướng vuông góc với hướng di chuyển của máy và chiều dọc khoang đào, đào theo chiều ngang hố.[2] Đất đào được đổ về phía sau hướng di chuyển của máy xúc nghịch khi đổ đất lên bờ, hay vào thùng của ô tô tải (góc quay máy giữa vị trí đào xa nhất và vị trí đổ là khoảng ≥ 90o). Sơ đồ đào ngang, nhìn chung, hạn chế hơn sơ đồ đào dọc, do diện bề rộng khoang đào nằm trong khoảng phân bố hẹp hơn (< Rmax) so với đào dọc, và góc quay máy giữa đào-đổ là lớn ≥ 90o nên năng suất thấp hơn sơ đồ đào dọc (loại sơ đồ có thể có thể giảm góc quay máy giữa đào và đổ tới khoảng 60o).
- Đào dọc (đào đối đỉnh), gần giống với đào dọc của máy đào gầu thuận, máy đào đứng ở vị trí đường trục (chính giữa) của khoang đào sẽ được đào và chạy dọc theo hướng chiều dài của khoang đào, đổ đất sang hai bên bờ, hay lên ô tô tải đỗ ở hai bên máy đào. Tuy nhiên, khác với máy đào gầu thuận là: do đào đất ở hố thấp hơn máy, máy đào gầu nghịch đào dọc thường móc dần phần đất nền nơi máy đào đứng nên khi di chuyển thì máy chạy dật lùi chứ không tiến như máy đào gầu thuận. Bề rộng khoang đào về lý thuyết có thể mở rộng tối đa tới 2 lần bán kính đào lớn nhất Rmax, khi quay máy đào 90o sang cả hai bên. Tuy nhiên, việc đào với khoang đào rộng tối đa như vậy làm mất ổn định cho vùng nền đất tại vị trí máy đứng, có thể làm máy lật xuống hố đào. Nên trong thực tế, kích thước khoang đào dọc của máy đào gầu nghịch Bkđ nên nằm trong khoảng (1,42-1,73)Rmax, lần lượt tương ứng với góc mở tay cần khi đào sang mỗi phía bên hông máy đào là 45o-60o, cũng lần lượt tương ứng với góc quay máy khi đổ sang mỗi bên là khoảng 60o-75o. Bề rộng khoang đào dọc của máy đào gầu nghịch hợp lý nhất là bằng 1,42Rmax, tương ứng với góc mở tay cần khi đào sang mỗi bên hông máy là 45o, khối lượng đất đào được tại một vị trí là khoảng trung bình không quá nhỏ. Nhưng máy đào làm việc đạt năng suất, do có thể bố trí vị trí đổ đất lên bờ hay lên ô tô (vị trí ô tô đỗ) hợp với phương trục hố đào (cũng là trục di chuyển của máy đào) một góc khoảng 60o < 90o, làm giảm thời gian mỗi chu kỳ đào-đổ của máy đào gầu nghịch.

Dung tích gầu đào của máy đào gầu nghịch thường nhỏ, bằng khoảng nửa so với máy đào gầu thuận cùng công suất động cơ. Đối với máy đào gầu thuận, thì xe ô tô tải hợp lý có dung tích thùng xe chứa được từ 3-5 gầu đào thuận. Sự phối hợp về mặt dung tích giữa máy đào gầu nghịch với xe ô tô tải hợp lý là xe tải nên chọn là loại có dung tích thùng xe chứa được khoảng từ 6-9 gầu đào của máy đào gầu nghịch.
Năng suất của máy đào gầu nghịch có thể được ước tính (với đơn vị tính là: m³ đất xới rời tơi xốp/8 giờ) theo công thức:
N=(8*(SChuKỳ*KĐộSâu-GócQuay*KThờiGian))*(Vgầu*KĐầyGầu)
Trong đó:
- SChuKỳ là Số chu kỳ (đào-đổ) tiêu chuẩn của máy xúc gầu nghịch thủy lực, tra theo Bảng 2. (chu kỳ/giờ)
- KĐộSâu-GócQuay là Hệ số xét đến ảnh hưởng, của độ sâu đào thực tế cùng với góc quay máy từ nơi đào đến nơi đổ, tới năng suất làm việc của máy đào gầu nghịch, tra theo Bảng 3.
- KThờiGian là Hệ số sử dụng thời gian, hay còn gọi là hệ số hiệu quả công việc.
- Vgầu là Dung tích của gầu đào chứa đầy đất tơi xốp đã được đào. (m³ đất xới rời tơi xốp)
- KĐầyGầu là Hệ số múc đầy gầu hay còn gọi là hệ số đầy vơi, phụ thuộc vào loại đất được đào, tra theo Bảng 1.
- Mỗi ca công tác tiêu chuẩn của máy đào là 8 giờ.

Khi tính năng suất theo khối lượng đất liền thổ được đào đi (đơn vị tính là m³ đất liền thổ/Ca công tác), thì công thức tính năng suất phải được chuyển đổ với hệ số độ tơi ban đầu của đất đào, như sau:
NĐấtLiềnThổ = N / ρo
trong đó ρo là hệ số độ tơi ban đầu của đất xới rời tơi xốp vừa được máy đào lên.
Có thể quy đổi số chu kỳ đào-đổ trong mỗi giờ như sau: (SChuKỳ*KĐộSâu-GócQuay) = 3600/Tck
trong đó Tck là thời gian thực hiện một chu kỳ công tác trung bình thực tế của máy đào, (đơn vị tính là: giây), bao gồm các thời gian đào đất, quay máy từ nơi đào đến nơi đổ, đổ đất, quay máy từ nơi đổ về nơi đào, di chuyển máy đào sang vị trí đào mới.
Bảng 1. Hệ số đầy gầu của máy đào, KĐầyGầu. 
| Loại đất của hố đào    | Hệ số đầy gầu |
| ---------------------- | ------------- |
| Đất thường, đất phù sa | 0,80-1,10     |
| Cát sỏi                | 0,90-1,00     |
| Đất sét cứng           | 0,65-0,95     |
| Đất sét nhão           | 0,50-0,90     |
| Đá nổ mìn văng xa      | 0,70-0,90     |
| Đá nổ mìn om           | 0,40-0,70     |

Bảng 2. Số chu kỳ công tác (đào-đổ) tiêu chuẩn trong mỗi giờ công tác của máy đào gầu nghịch cơ cấu thủy lực, SChuKỳ.
| Loại đất của hố đào                         | Cỡ máy đào gầu nghịch theo dung tích gầu                 | Cỡ máy đào gầu nghịch theo dung tích gầu | Cỡ máy đào gầu nghịch theo dung tích gầu   | Cỡ máy đào gầu nghịch theo dung tích gầu |
| Loại đất của hố đào                         | Máy đào gầu nghịch loại đầu kéo bánh lốp (wheel tractor) | Máy đào gầu nghịch loại nhỏ (≤ 0,76 m³)  | Máy đào gầu nghịch loại vừa (0,94-1,72 m³) | Máy đào gầu nghịch loại lớn (≥ 1,72 m³)  |
| ------------------------------------------- | -------------------------------------------------------- | ---------------------------------------- | ------------------------------------------ | ---------------------------------------- |
| Loại đất mềm (cát, sỏi, đất phù sa)         | 170 (chu kỳ/giờ)                                         | 250 (chu kỳ/giờ)                         | 200 (chu kỳ/giờ)                           | 150 (chu kỳ/giờ)                         |
| Loại đất cứng vừa (đất thường, đất sét mềm) | 135 (chu kỳ/giờ)                                         | 200 (chu kỳ/giờ)                         | 160 (chu kỳ/giờ)                           | 120 (chu kỳ/giờ)                         |
| Loại đất cứng (đất sét cứng, đá)            | 110 (chu kỳ/giờ)                                         | 160 (chu kỳ/giờ)                         | 130 (chu kỳ/giờ)                           | 100 (chu kỳ/giờ)                         |

Bảng 3. Hệ số ảnh hưởng, của độ sâu đào và góc quay máy từ nơi đào đến nơi đổ, tới năng suất của máy đào gầu nghịch, KĐộSâu-GócQuay.
| Độ sâu đào so với chiều sâu đào lớn nhất của máy | Góc quay máy từ nơi đào đến nơi đổ | Góc quay máy từ nơi đào đến nơi đổ | Góc quay máy từ nơi đào đến nơi đổ | Góc quay máy từ nơi đào đến nơi đổ | Góc quay máy từ nơi đào đến nơi đổ | Góc quay máy từ nơi đào đến nơi đổ |
| Độ sâu đào so với chiều sâu đào lớn nhất của máy | 45o                                | 60o                                | 75o                                | 90o                                | 120o                               | 180o                               |
| ------------------------------------------------ | ---------------------------------- | ---------------------------------- | ---------------------------------- | ---------------------------------- | ---------------------------------- | ---------------------------------- |
| H = 30%Hmax                                      | 1,33                               | 1,26                               | 1,21                               | 1,15                               | 1,08                               | 0,95                               |
| H = 50%Hmax                                      | 1,28                               | 1,21                               | 1,16                               | 1,10                               | 1,03                               | 0,91                               |
| H = 70%Hmax                                      | 1,16                               | 1,10                               | 1,05                               | 1,00                               | 0,94                               | 0,83                               |
| H = 90%Hmax                                      | 1,04                               | 1,00                               | 0,95                               | 0,90                               | 0,85                               | 0,75                               |

## Máy xúc gầu thuận

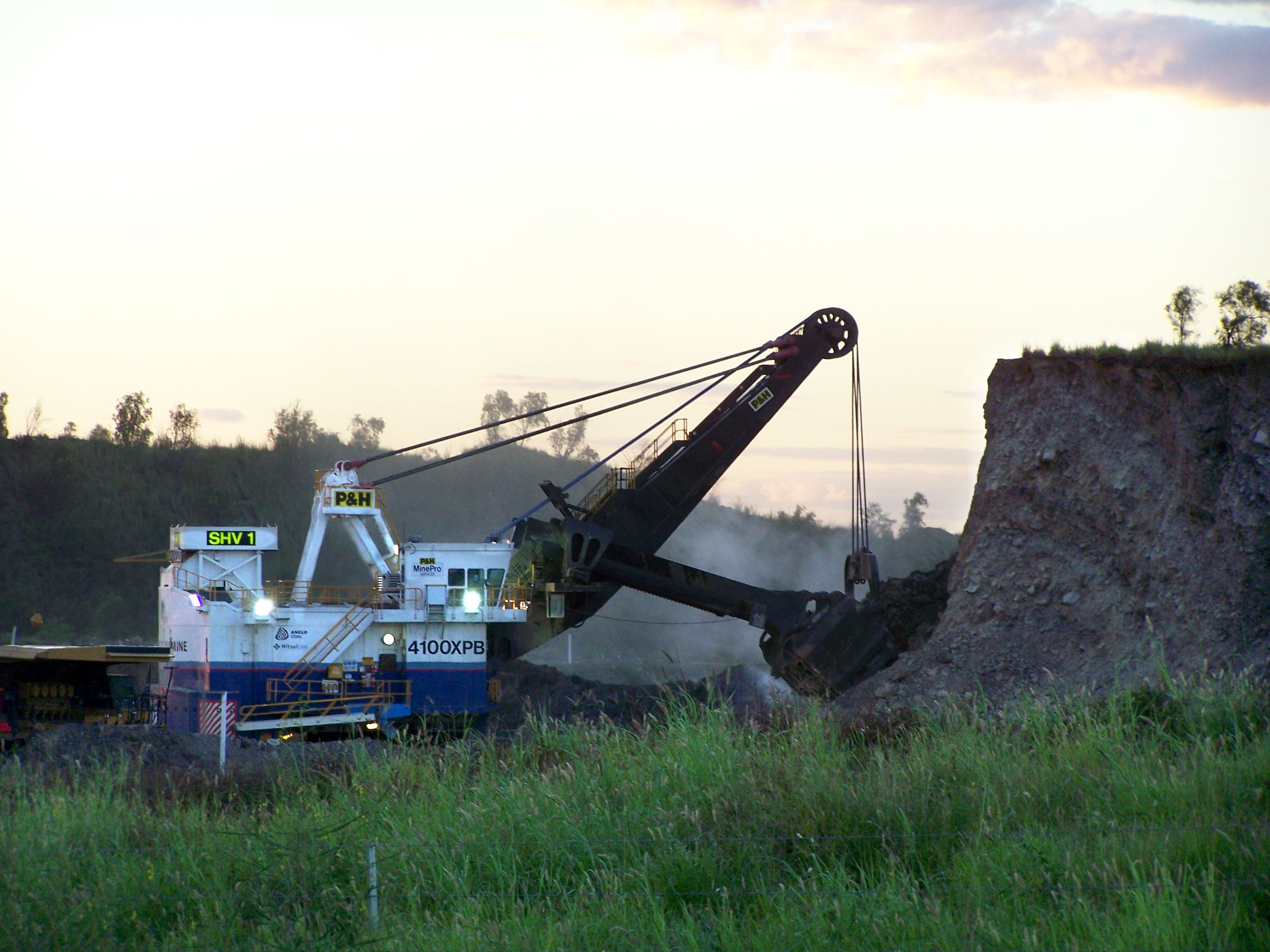
Máy xúc gầu thuận chạy bằng điện (Power shovel), dẫn động bằng cáp.
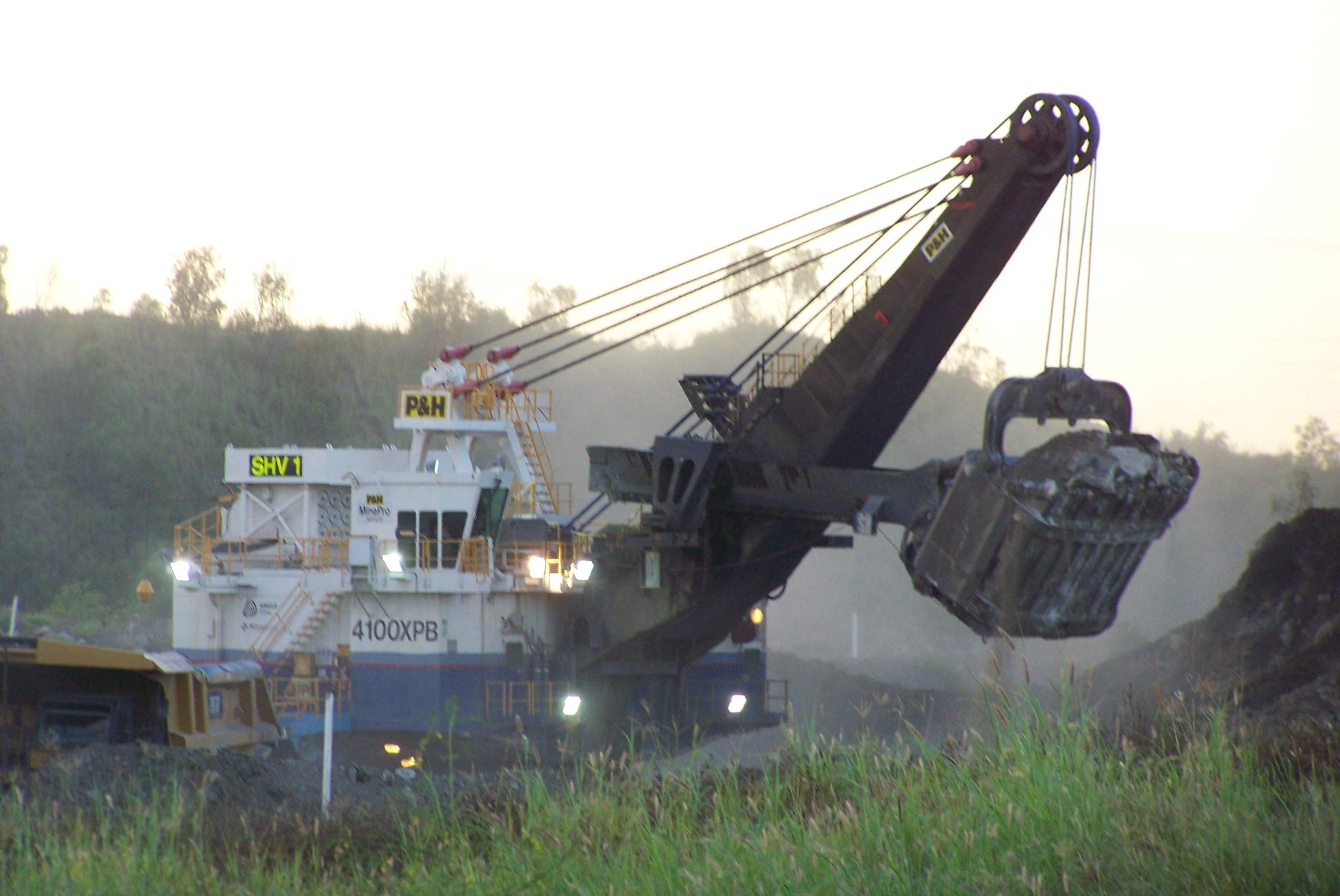
Máy xúc gầu thuận chạy bằng điện P&H 4100XPB.
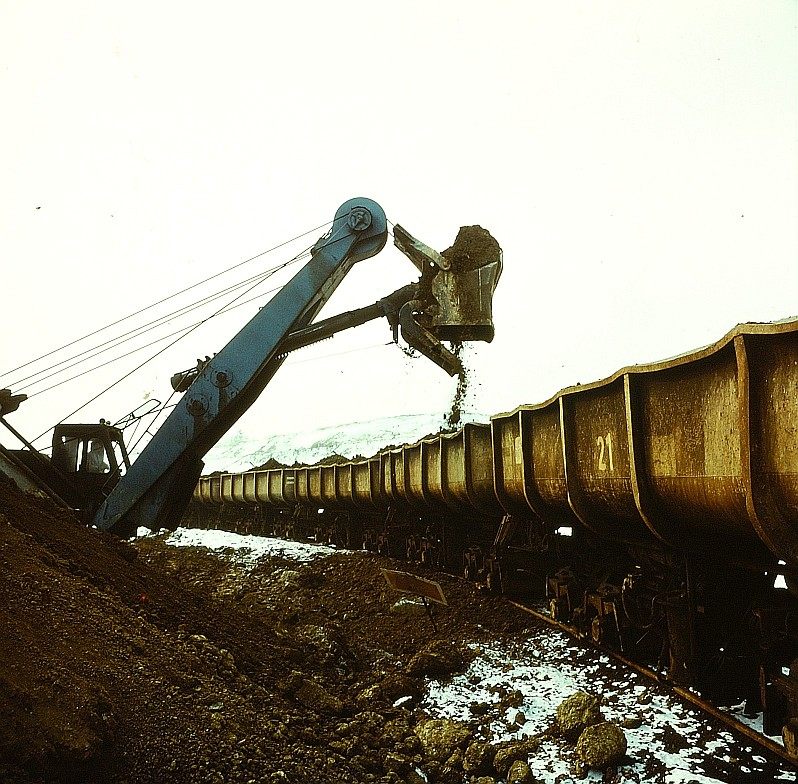
Máy xúc gầu thuận loại gầu đào trút đất xuống dưới đáy.

### Công dụng
Máy xúc gầu thuận ít dùng trong xây dựng nhà cửa dân dụng (loại công trình thường có hố móng thấp hơn nền đất tự nhiên), nhưng lại dùng chủ yếu trong xây dựng công trình hạ tầng lớn (như công trình thủy điện,...) và trong khai thác mỏ đặc biệt là các mỏ lộ thiên. Do máy đào gầu thuận có cơ cấu tay gầu đào chỉ thích hợp cho việc đào xới đất đá ở độ cao lớn hơn độ cao máy đứng. Việc cho máy đào gầu thuận đào thấp hơn độ cao máy là rất kém hiệu quả (năng suất rất thấp). Khi đào các hố móng thấp hơn máy đào, thì máy đào gầu thuận phải tự đào đường xuống cho bản thân máy và cho ô tô tải chở đất, lúc đó máy đào gầu thuận làm việc không hiệu quả nhưng bắt buộc phải thực hiện. Hoặc để hiệu quả, phải tạo đường dốc công vụ ban đầu để cho máy đào và ô tô xuống được hố đào bằng một phương tiện đào khác như máy ủi,... Ngoài ra, trong trường hợp máy đào gầu thuận đào các hố đào sâu, phải đảm bảo mặt bằng tại vị trí máy công tác luôn được khô ráo (bằng các biện pháp tiêu thoát nước mặt trong hố đào). Nếu thoát nước không tốt, mưa ngập máy, máy đào gầu thuận không làm việc được.
Máy đào gầu thuận làm việc hiệu quả khi đào đất đá ở vùng đồi núi, địa hình không bằng phẳng, thuận lợi cho việc bố trí máy đào đứng thấp hơn khối đất cần đào. Máy đào gầu thuận thích hợp cho việc đào đất đổ lên phương tiện vận chuyển đi xa như ô tô tải. Do trong mỗi thao tác đào, máy đào gầu thuận bắt đầu đào từ vị trí cánh tay đòn gần máy nhất, nên lực đào khỏe. Do vậy gầu đào của máy đào gầu thuận thường lớn hơn nhiều máy đào gầu nghịch, đồng thời năng suất cũng cao hơn rất nhiều.

### Thông số cơ bản
- Bán kính đào: Bán kính đào lớn nhất Rmax = R, Bán kính đào nhỏ nhất (bán kính khi bắt đầu đào) Rmin = R2; (m).
- Bán kính đổ R1; (m)
- Chiều cao đào tối đa H; (m)
- Chiều cao đổ đất H1; (m)
- Dung tích gầu Vgầu; (m³)
- Khoảng cách đuôi máy đến tâm máy r (Khoảng cách này liên quan đến khoảng an toàn khi bố trí vị trí ô tô chở đất.); (m)
- Khoảng cách tâm quay cần đến tâm máy T; (m)
- Chiều cao tâm quay cần S; (m)

### Đào đất bằng máy đào gầu thuận
Máy đào gầu thuận có thể công tác theo hai loại sơ đồ sau:
- Sơ đồ đào dọc (đổ bên và đổ sau), là các sơ đồ mà máy đào nằm trong hành lang đào (tức khoang đào) và hướng di chuyển (hướng tiến) của máy đào, vuông góc đồng thời hướng vào vách đất cần đào, dọc theo chiều dài khoang đào, xuyên sâu vào trong vách đất. Có hai sơ đồ đào dọc dành cho máy đào gầu thuận:

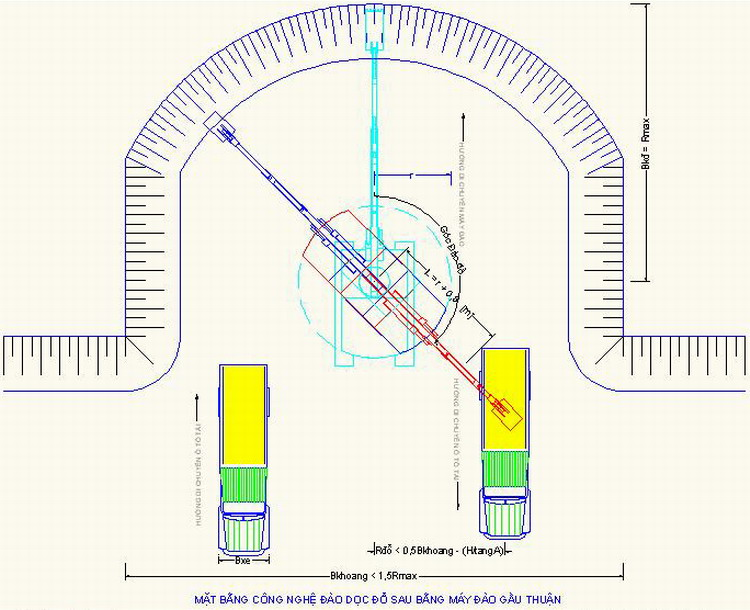
Mặt bằng công nghệ đào đất bằng máy đào gầu thuận, làm việc theo sơ đồ đào dọc đổ sau.

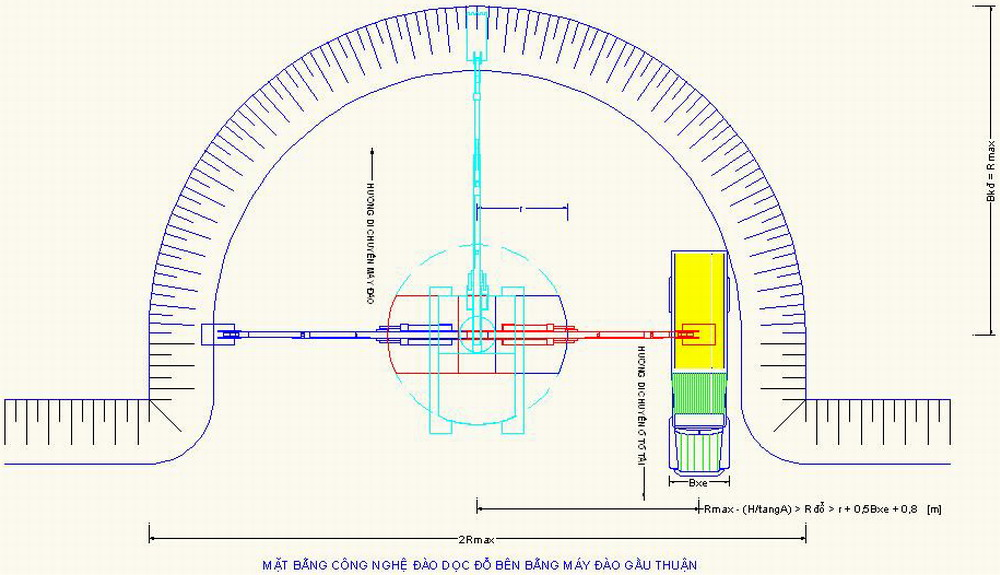
Mặt bằng công nghệ đào đất bằng máy đào gầu thuận, làm việc theo sơ đồ đào dọc đổ bên.

- Sơ đồ đào dọc đổ sau là sơ đồ đào dọc mà xe ô tô tải phải đứng phía sau máy đào, máy đào tiến vào vách đất, (khi vách đất cao hơn nền máy đứng), đào đất đổ ra phía sau lên ô tô. Sơ đồ này được áp dụng tạo đột phá khẩu đầu tiên khi bắt đầu đào dọc. Máy đào mới chỉ mở được một cửa mở hẹp chỉ đủ để nó tiến vào, với hai bên là vách đất cao, mà máy đào chưa thể tạo được chỗ để đưa ô tô vào trong hành lang khoang đào. Sơ đồ đào dọc đổ sau còn được áp dụng cho đào toàn bộ khoang đào khi bề ngang khoang đào yêu cầu, Bkđyc, là nhỏ (thường khoảng ≤ 1,5Rmax), không bố trí được vị trí ô tô đứng ngang hai bên sườn máy đào, mà phải bố trí ở phía sau (bán kính đổ đất của máy đào gầu thuận thường nên chọn khoảng 0,6-0,7Rmax). Sơ đồ đào dọc đổ sau cho năng suất máy thấp, vì góc quay máy lớn (có thể gần tới 180o), thời gian mỗi chu kỳ công tác bị kéo dài.
- Sơ đồ đào dọc đổ bên là một sơ đồ đào dọc mà xe ô tô đỗ bên sườn máy đào và di chuyển song song với hướng di chuyển của máy đào nhưng thường ngược chiều (để gầu đào không phải quay quét qua nóc ca-bin của ô tô khi đổ đất mà đổ đất vào thùng ben xe tải). Đường cho xe tải đi có thể cùng cao độ với cao độ máy đào đứng, cũng có thể cao hơn cao độ máy đứng một chút với một khoảng cách H (trong hình vẽ phía dưới) H ≤ Đđổ - (Hxe +0,8) (m). Sơ đồ đào dọc đổ bên năng suất hơn sơ đồ đào dọc đổ sau do góc quay máy nhỏ (thường ≤ 90o), nhỏ hơn so với đổ sau (có thể tới gần 180o). Khi bề ngang khoang đào dọc khoảng 1,5-2,0Rmax thì nên bố trí theo sơ đồ đào dọc đổ bên. Vị trí đỗ ô tô ở một hay cả hai bên phải cách máy đào một khoảng cách đảm bảo an toàn khi máy quay, tránh va đuôi máy đào vào ô tô tải. Bán kính đổ đất R1 thường khoảng 0,6-0,7Rmax. Khi bề rộng khoang đào yêu câu trong khoảng 2,0-3,0Rmax, thì vẫn dùng sơ đồ đào dọc đổ bên nhưng cho máy di chuyển theo đường zich-zắc (chữ chi).

Máy đào gầu thuận đổ đất lên xe tải đứng trên bờ, khi máy đào bắt đầu đào một đường dốc công vụ đi xuống hố đào sâu. Lúc này độ sâu H của đường dốc so với mặt đất xe tải đứng là không lớn lắm, H ≤ Đ_{đổ} - (H_{xe} +0,8) (m).

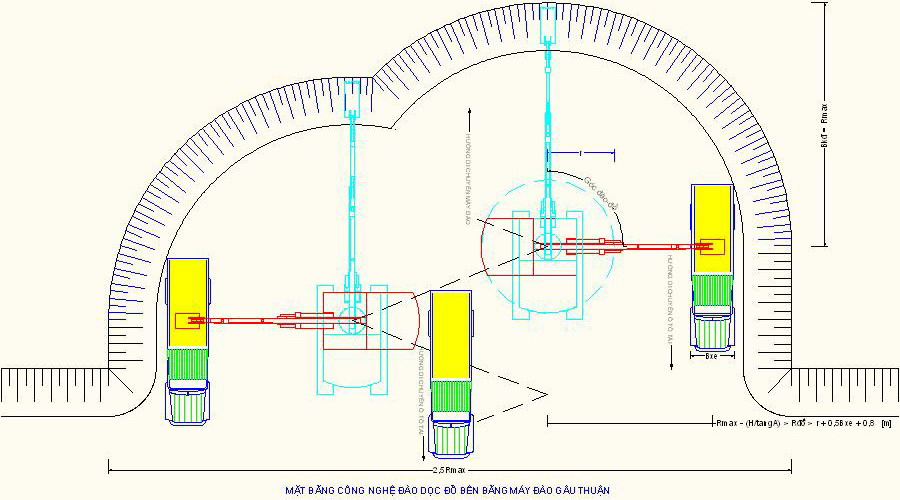
Mặt bằng công nghệ đào đất bằng máy đào gầu thuận, làm việc theo sơ đồ đào dọc đổ bên di chuyển zíc-zắc.

- Sơ đồ đào ngang là sơ đồ đào mà vách đất cần đào chạy dài, máy đào gầu thuận di chuyển bên cạnh và dọc theo chiều dài vách đất (trong một vùng nền máy đứng (vùng mặt bằng xung quanh máy có cùng độ cao máy đứng) khá rộng rãi) quay tay cần sang vuông góc với hướng di chuyển và hướng trực tiếp vào vách đất để đào. Trong sơ đồ đào ngang máy đào không nằm trong giữa hành lang đào mà nằm bên rìa cạch và chạy dọc khoang đào. Bề ngang của mỗi một hành lang (khoang đào) khi đào ngang tối đa bằng Rmax.

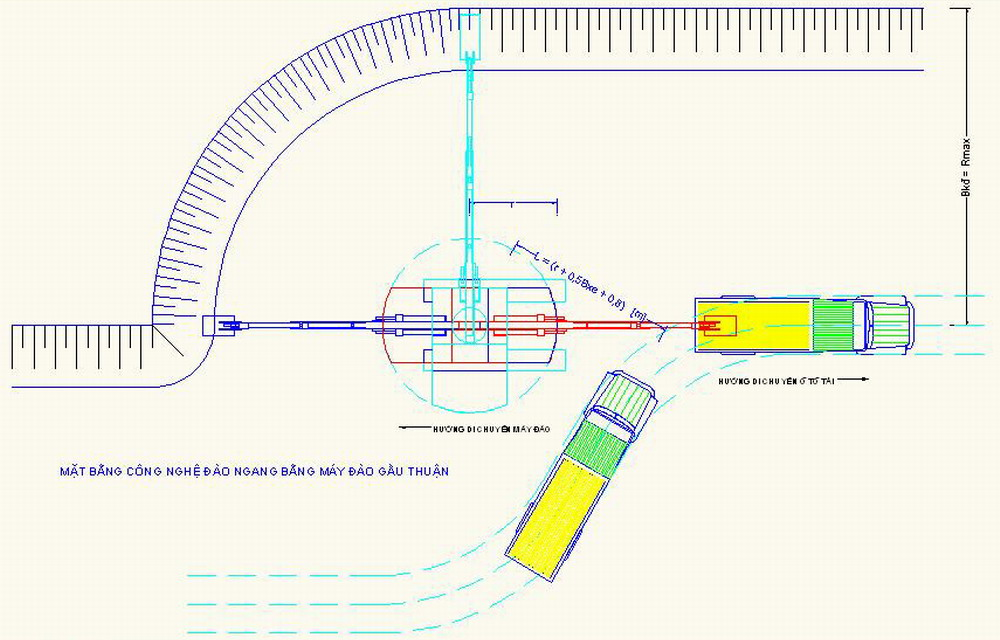
Mặt bằng công nghệ đào đất bằng máy đào gầu thuận, làm việc theo sơ đồ đào ngang.

Sự phối hợp về mặt dung tích giữa máy đào gầu thuận với xe ô tô tải hợp lý là xe tải là loại có dung tích thùng xe chứa được từ 3-5 gầu đào của máy đào gầu thuận. Nếu xe chỉ chứa được 1-2 gầu là xe bé so với gầu, đất đổ từ gầu dễ bị rơi vãi ra ngoài. Còn nếu xe được chọn là loại chứa được từ 6-8 gầu trở lên thì lại quá lớn, xe phải chờ đợi lâu mới đầy thùng làm giảm năng suất vận chuyển.
Năng suất của máy đào gầu thuận có thể được ước tính (với đơn vị tính là: m³ đất xới rời tơi xốp/8 giờ) theo công thức:
N=(8*(SChuKỳ*KGócQuay*KThờiGian))*(Vgầu*KĐầyGầu)
Trong đó:
- SChuKỳ là Số chu kỳ (đào-đổ) tiêu chuẩn của máy xúc gầu thuận thủy lực, tra theo Bảng 4. (chu kỳ/giờ)
- KGócQuay là Hệ số xét đến ảnh hưởng, của góc quay máy từ nơi đào đến nơi đổ, tới năng suất làm việc của máy đào gầu thuận, tra theo Bảng 5.
- KThờiGian là Hệ số sử dụng thời gian, hay còn gọi là hệ số hiệu quả công việc.
- Vgầu là Dung tích của gầu đào chứa đầy đất tơi xốp đã được đào. (m³ đất xới rời tơi xốp)
- KĐầyGầu là Hệ số múc đầy gầu hay còn gọi là hệ số đầy vơi, phụ thuộc vào loại đất được đào, tra theo Bảng 1.
- Mỗi ca công tác tiêu chuẩn của máy đào là 8 giờ.

Khi tính năng suất theo khối lượng đất liền thổ được đào đi (đơn vị tính là m³ đất liền thổ/Ca công tác), thì công thức tính năng suất phải được chuyển đổ với hệ số độ tơi ban đầu của đất đào, như sau:
NĐấtLiềnThổ = N / ρo
trong đó ρo là hệ số độ tơi ban đầu của đất xới rời tơi xốp vừa được máy đào lên.
Có thể quy đổi số chu kỳ đào-đổ trong mỗi giờ như sau: (SChuKỳ*KGócQuay) = 3600/Tck
trong đó Tck là thời gian thực hiện một chu kỳ công tác trung bình thực tế của máy đào, (đơn vị tính là: giây), bao gồm các thời gian đào đất, quay máy từ nơi đào đến nơi đổ, đổ đất, quay máy từ nơi đổ về nơi đào, di chuyển máy đào sang vị trí đào mới.
Bảng 4. Số chu kỳ công tác (đào-đổ) tiêu chuẩn trong mỗi giờ công tác của máy đào gầu thuận cơ cấu thủy lực, SChuKỳ.
| Loại đất của hố đào                                                | Cỡ máy đào gầu thuận theo dung tích gầu | Cỡ máy đào gầu thuận theo dung tích gầu | Cỡ máy đào gầu thuận theo dung tích gầu | Cỡ máy đào gầu thuận theo dung tích gầu | Cỡ máy đào gầu thuận theo dung tích gầu | Cỡ máy đào gầu thuận theo dung tích gầu |
| Loại đất của hố đào                                                | Máy đào gầu thuận loại nhỏ (≤ 3,8 m³)   | Máy đào gầu thuận loại nhỏ (≤ 3,8 m³)   | Máy đào gầu thuận loại vừa (3,8-7,6 m³) | Máy đào gầu thuận loại vừa (3,8-7,6 m³) | Máy đào gầu thuận loại lớn (≥ 7,6 m³)   | Máy đào gầu thuận loại lớn (≥ 7,6 m³)   |
| Loại đất của hố đào                                                | Loại gầu đào trút đất xuống dưới đáy    | Loại gầu đào đổ đất lên phía trước      | Loại gầu đào trút đất xuống dưới đáy    | Loại gầu đào đổ đất lên phía trước      | Loại gầu đào trút đất xuống dưới đáy    | Loại gầu đào đổ đất lên phía trước      |
| ------------------------------------------------------------------ | --------------------------------------- | --------------------------------------- | --------------------------------------- | --------------------------------------- | --------------------------------------- | --------------------------------------- |
| Loại đất mềm (cát, sỏi nhỏ, đất phù sa)                            | 190 (chu kỳ/giờ)                        | 170 (chu kỳ/giờ)                        | 180 (chu kỳ/giờ)                        | 160 (chu kỳ/giờ)                        | 150 (chu kỳ/giờ)                        | 135 (chu kỳ/giờ)                        |
| Loại đất cứng vừa (đất thường, đất sét mềm, đá nổ mìn bắn văng xa) | 170 (chu kỳ/giờ)                        | 150 (chu kỳ/giờ)                        | 160 (chu kỳ/giờ)                        | 145 (chu kỳ/giờ)                        | 145 (chu kỳ/giờ)                        | 130 (chu kỳ/giờ)                        |
| Loại đất cứng (đất sét cứng, đá nổ mìn om)                         | 150 (chu kỳ/giờ)                        | 135 (chu kỳ/giờ)                        | 140 (chu kỳ/giờ)                        | 130 (chu kỳ/giờ)                        | 135 (chu kỳ/giờ)                        | 125 (chu kỳ/giờ)                        |

Bảng 5. Hệ số ảnh hưởng, của góc quay máy từ nơi đào đến nơi đổ, tới năng suất của máy đào gầu thuận, KGócQuay.
| Hệ số ảnh hưởng của góc quay máy tới năng suất máy đào gầu thuận | Góc quay máy từ nơi đào đến nơi đổ | Góc quay máy từ nơi đào đến nơi đổ | Góc quay máy từ nơi đào đến nơi đổ | Góc quay máy từ nơi đào đến nơi đổ | Góc quay máy từ nơi đào đến nơi đổ | Góc quay máy từ nơi đào đến nơi đổ |
| Hệ số ảnh hưởng của góc quay máy tới năng suất máy đào gầu thuận | 45o                                | 60o                                | 75o                                | 90o                                | 120o                               | 180o                               |
| ---------------------------------------------------------------- | ---------------------------------- | ---------------------------------- | ---------------------------------- | ---------------------------------- | ---------------------------------- | ---------------------------------- |
| Hệ số ảnh hưởng của góc quay máy tới năng suất máy đào gầu thuận | 1,16                               | 1,10                               | 1,05                               | 1,00                               | 0,94                               | 0,83                               |

## Danh sách các hãng lớn chế tạo máy đào nổi tiếng trên thế giới
- Công ty Bobcat
- Công ty Quốc tế Bucyrus
- Case CE (CASE)
- Caterpillar (CAT)
- Công ty Toàn cầu CNH
- Tập đoàn Doosan (trước đây là hãng Máy móc và Công nghiệp nặng Daewoo)
- ENMTP
- Hãng Máy xây dựng Hitachi
- Hydrema
- Tập đoàn Công nghiệp nặng Hyundai
- John Deere
- J. C. Bamford (JCB)
- Công ty Trách nhiệm hữu hạn Komatsu
- Công ty Thiết bị xây dựng LBX (Link-Belt)
- ThyssenKrupp
- Hãng Máy xây dựng Mỹ-Kobelco
- Kubota
- Liebherr
- Hãng Máy xây dựng LiuGong
- Hãng Larsen và Toubro (LT)
- Tập đoàn Công nghiệp nặng Mitsubishi
- Hãng Xây dựng New Holland
- Hãng Orenstein và Koppel (O&K)
- Poclain
- Tập đoàn Samsung
- Hãng Khai khoáng và Xây dựng Sandvik
- Tập đoàn Sany
- ST Kinetics
- Tập đoàn Terex
- Hãng Thiết bị xây dựng Volvo
- Wacker Neuson
- XCMG